# 泰坦 (電視劇)
《泰坦》（英語：Titans）是一部美國的超級英雄電視劇，改編自DC漫畫《少年泰坦》，由阿奇瓦·高斯曼、傑夫·強斯和葛瑞格·貝蘭提開發製作，布蘭頓·思懷茲飾演的羅賓為團隊領導者，團隊成員包括渡鴉、人皮獸、星火。第一季於2018年10月12日首播，共11集。2019年1月11日，该剧集在全球的Netflix平台上线。DC於第一季首播前續約第二季，於2019年9月6日開播。2019年11月，DC預訂劇集第三季，於2021年8月12日在HBO Max上線。DC預訂劇集第四季，於2022年11月3日在HBO Max上線

## 劇情
| 季數 | 集数 | 集数 | 首播日期       | 首播日期       | 首播日期    |
| 季數 | 集数 | 集数 | 首映           | 季终           | 电视网      |
| ---- | ---- | ---- | -------------- | -------------- | ----------- |
| 1    | 11   | 11   | 2018年10月12日 | 2018年12月21日 | DC Universe |
| 2    | 13   | 13   | 2019年9月6日   | 2019年11月29日 | DC Universe |
| 3    | 13   | 13   | 2021年8月12日  | 2021年10月21日 | HBO Max     |
| 4    | 12   | 6    | 2022年11月3日  | 2022年12月1日  | HBO Max     |
| 4    | 12   | 6    | 2023年4月13日  | 2023年5月11日  | HBO Max     |

### 第一季
當羅賓碰到被追殺的渡鴉時，他們碰到了人皮獸、星火組成泰坦對抗惡魔追隨者。

### 第二季
三宮魔事件引起舊泰坦的敵人喪鐘的注意，同時卡德實驗室的複制人超級小子也被釋放出來加入泰坦。

### 第三季
離開泰坦的傑森·陶德開始進行犯罪，眾人回到哥譚市幫助芭芭拉·高登並在不得已的情況下向強納森·克萊恩尋求支援。星火不斷產生幻像，讓她找到了黑火所在地。

## 演員
- 布蘭頓·思懷茲 飾演 理查·「迪克」·格雷森／羅賓／夜翼（Dick Grayson / Robin / Nightwing）：前馬戲表演者，在他的父母去世後，被蝙蝠俠布魯斯·韋恩收養與訓練，作為他的伙伴一起打擊犯罪。成年後是底特律警察局的偵探，他的目標是從他的導師的陰影中走出來，他也是泰坦的領袖[2]。

托馬索·薩內里（Tomaso Sanelli）在閃回畫面中飾演年幼的迪克·格雷森。
- 安娜·迪奧普（英语：Anna Diop） 飾演 寇莉安／寇莉·安德斯／俏嬌娃（Koriand'r / Kory Anders / Starfire）：塔瑪蘭星球的公主，一個力量強大的外星人，雖然失憶在地球上尋找記憶並與泰坦接觸[3]。

- 蒂根·卡芙特 飾演 瑞秋·羅斯／酷姬（Rachel Roth / Raven）：一個神秘卻令人同情的年輕女孩，是惡魔的女兒，她的力量受情緒驅動[1] 。卡芙特表示瑞秋與迪克的關係「更像父女關係」，因兩人都有「被拋棄的感受」[4][5]。

- 瑞恩·波特 飾演 加菲·「小加」·羅根／人皮獸（Garfield "Gar" Logan / Beast Boy）：一個具變身動物能力的青少年，該能力是治療致命疾病Sakutia的藥物的副作用。他是末日巡邏隊的前成員[6]。

- 阿倫·瑞奇森 飾演 漢克·哈爾／戰鷹（英语：Hank Hall）：一名具侵略性、冒犯性的彪形大漢，與其搭檔兼女友白鴿共同打擊犯罪[7]。角色於第二季升為主演。

- 敏卡·凱利 飾演 棠恩·格蘭傑／白鴿（英语：Dawn Granger）：一名策略性且具防御性，體態輕盈的私刑者，與其搭檔兼男友戰鷹共同打擊犯罪[8]。角色於第二季升為主演。

- 克蘭·華特斯（英语：Curran Walters） 飾演 傑森·陶德／羅賓/紅頭罩（Jason Todd / Robin/Red Hood）：蝙蝠俠的現任羅賓[9]。角色於第二季升為主演。

- 康娜·萊斯里（英语：Conor Leslie） 飾演 唐娜·特洛伊／神力女孩（Donna Troy / Wonder Girl）：迪克的朋友，曾為神力女超人的搭檔，現在退出私刑者行列成為攝影記者[10]。角色於第二季升為主演。

安蒂·胡比克（Andi Hubick）飾演少女時期的唐娜，艾佛黛·卓索斯（Afrodite Drossos）飾演童年時期的唐娜。
- 約書亞·奧平（Joshua Orpin） 飾演 康納·肯特／超級小子（Conner Kent / Superboy）：第二季引入角色，具有鋼鐵之軀的青少年[11]。

- 伊沙·摩路斯 飾演 史萊德·威爾森／喪鐘（Slade Wilson / Deathstroke）：第二季引入角色，一名與泰坦過去有段恩怨的雇傭兵兼刺客[12]。

- 雀兒喜·張 飾演 蘿絲·威爾森／劫掠者（Rose Wilson / Ravager）：第二季引入角色，喪鐘的女兒[13]，具有超反射能力以及自癒能力。

- Savannah Welch 飾演 芭芭拉·高登（第 3 季）：哥譚市警察局局長，接替她的 已故父親。[14] 作為膝上截肢者，韋爾奇發現在她的表演中“盡可能地代表被椅子束縛的女性的現實”很重要，以確保“任何被椅子束縛的人，或處於某個位置的人”接近那個，確實感覺被代表了”[15]。

- Vincent Kartheiser 飾演 Dr. 喬納森·克蘭（第 3 季）：犯罪心理學家，利用受害者的恐懼。 被關押在阿卡姆瘋人院，他協助哥譚市警方進行調查[16] Showrunner Greg Walker described Crane as "a perfect villain" whose knowledge of phobias results in him "working off your feelings and your emotions, and that's where we want to live".[17]。

- Damaris Lewis 飾演  黑火（英语：Blackfire (DC Comics)）（第 3 季；客串第 2 季）：Tamaranean 皇室成員和 Kory 的妹妹。[18][19] 由於缺乏家族生火能力，她與科里關係緊張。 劉易斯指出黑火的本性是不被她的家人和社會接受的結果，她說她被吸引來扮演一個反派角色，因為“反派是那些不適合的人”[20]。

## 製作

### 開發
2014年9月，特納電視台宣佈啟動真人電視劇《泰坦》的製作計劃。至同年12月，由阿奇瓦·高斯曼編劇的試播集被預訂，講述主角迪克·格雷森從蝙蝠俠的助手羅賓成長為夜翼，并組建泰坦，其成員包括星火、渡鸦、芭芭拉·高登以及戰鷹與白鴿。2015年中期，試播集在加拿大多倫多拍攝。2015年5月，特納電視台總裁凱文·賴利希望在正式拍攝開始之前確定演員，並且表示這部電視劇在非常忠實於漫畫的同時具有開創性。這部電視劇的名字由《泰坦》改為《黑鳥》，并計劃於2015年中期在多倫多開始拍攝。之後，啟動製作的時間被延宕至2015年10月。2016年1月，特納電視台宣佈不再繼續製作這一項目。2月，傑夫·強斯表示：「DC漫畫早已知曉特納電視台停止《泰坦》電視劇的製作，這已經不是新聞。我們有自己的《泰坦》開發計劃，是整個DC計劃的重要組成部分。」強斯補充道，「《泰坦》電視劇裡不能沒有羅賓……為此我們幕後做了很多工作。」之前這個項目正是因蝙蝠俠相關的版權問題而停滯。
2017年4月，華納兄弟宣佈《泰坦》會於2018年在DC漫畫的在線流媒體平台DC Universe首播。該劇集由阿奇瓦·高斯曼、傑夫·強斯、葛瑞格·貝蘭提以及莎拉·謝赫特開發製作，高斯曼和貝蘭提撰寫試播集劇本。製作公司除華納兄弟電視公司之外，阿奇瓦·高斯曼的Weed Road Pictures和貝蘭提的Berlanti Productions亦參與其中。2018年10月，《泰坦》在劇集首播之前獲得了第二季的預訂。同月，傑夫·強斯透露全新版本的喪鐘將出現在劇集中。第二季中，葛瑞格·沃克和約翰·佛賽特成為執行製作人。第一季起初計劃共有12集，2018年12月，報道稱第11集將作為第一季的季終集，第12集將作為第二季的首播集播出。約翰·福西特執導第二季首播集。
2019年11月11日，DC預訂劇集第三季，計劃於2020年首播。

### 編劇
傑夫·強斯表示劇集的故事創作多取材於1980年代的少年泰坦漫畫，因為這一系列的漫畫「富有戲劇性」和對當時而言的「革命性」，「圍繞著每一個泰坦成員所展開的故事都可以衍變成為一種電視類型，比如瑞秋（渡鸦）的故事是超自然和恐怖題材，第一季的核心將討論渡鸦是誰以及泰坦團隊如何激勵她。」強斯補充道。此外，強斯認為這部劇集會比電視劇《河谷鎮》更「成人化」，稱其「不僅僅是一部青少年劇集，更像是一部冒險片」。

### 選角
2017年8月上旬，蒂根·卡芙特確定出演渡鸦。月底，安娜·迪奧普和布蘭頓·思懷茲被選入劇組，分別飾演星火和迪克·格雷森。2017年10月，人皮獸確定將由瑞恩·波特飾演。2019年2月，報道稱約書亞·奧平將出演「超級小子」康納·肯特。
2017年9月上旬，阿倫·瑞奇森和敏卡·凱利確認加入本劇，分別飾演漢克·哈爾／戰鷹和棠恩·格蘭傑／白鴿。月底，琳賽·高特將客串出演警探艾美·羅哈巴赫。2018年1月，消息稱希姆斯·德維爾將本劇中出演一名仍未公開角色。一個月後，末日巡邏隊成員「首席」奈爾斯·考爾德、「彈力女俠」麗塔·法爾、「機甲人」克里夫·史提爾及「底片人」賴瑞·崔納分別由布魯諾·比基爾、艾波兒·鮑比、傑克·麥可斯以及杜威·墨菲飾演。克蘭·華特斯和康娜·萊斯里分別飾演傑森·陶德和唐娜·。8月，艾略特·奈特確認出演唐·哈爾／白鴿。12月，報道稱艾連·穆西以以特技演員身份出演蝙蝠俠，不出演布魯斯·韋恩。
2019年3月，埃塞·莫拉雷斯將出演第二季，飾演常規角色「喪鐘」史萊德·威爾森。隨後，雀拉·曼（Chella Man）和切爾西·張（Chelsea Zhang）分別出演喪鐘的兒女約瑟夫·威爾森和羅絲·威爾森。2019年4月11日，伊恩·格雷確認出演「蝙蝠俠」布魯斯·韋恩，該角色在第一季中，由艾連·穆西以特技演員身份出演。6月，娜塔莉·朱梅德加入劇組，出演雷克斯·路瑟的私人助理兼保鑣梅西·葛雷夫斯，德魯·范·阿克爾出演「水少俠」加斯。7月，吉納維芙·安吉爾森加入劇組，出演卡德摩斯實驗室的研究员。8月，邁克·莫斯利確認出演「光博士」亞瑟·萊特。

### 拍攝
2017年11月15日，第一季在多倫多開始拍攝，6月28日殺青。第二季於2019年4月2日開機拍攝，預計9月20日殺青。

## 宣傳與發行

### 播出
《泰坦》於2018年10月12日在DC漫畫的在線流媒體平台DC Universe首播，每週播出一集。2018年10月3日，第1集在紐約漫展點映。第一季共有11集。2019年7月20日，DC在聖地牙哥國際漫畫展上宣佈《泰坦》第二季於2019年9月6日首播。第三季於2021年8月12日在HBO Max上線。
劇集將通過在線流媒體平台Netflix在美國以外的國家播出。第一季於2019年1月11日上線。

### 影碟發行
《泰坦》第一季數位版本於2019年3月21日發行，DVD和藍光影碟將於第二季首播前發行。

## 迴響

### 評價
| 季數 | 季數 | 爛番茄            | Metacritic      |
| ---- | ---- | ----------------- | --------------- |
|      | 1    | 80%（45位劇評人） | 55（8位劇評人） |
|      | 2    | 81%（21位劇評人） | 不適用          |

在影視匯總點評網站爛番茄上，《泰坦》第一季獲得了「認證新鮮」80%的標牌，6.66/10分（45位劇評人）。《泰坦》在Metacritic網站上獲得了中等評分，55/100分（8位劇評人）。
多邊形網站劇評人蘇珊娜·馬洛認為《泰坦》「通過幽默元素緩和殘酷的暴力和黑暗的主題，並提供了足夠的時間深入挖掘主要角色故事以及相互關係」。Comicbook網站的查利·瑞吉稱讚「安娜·迪奧普運用精妙而真實的表演方式體現出角色神奇詭譎的經歷，同時傳達出隱藏在表面之下的兇猛與堅韌」。Nerdist的羅茜·奈特認為劇中核心角色的選角讓人滿意，劇本也不錯。《福布斯》撰稿人梅里爾·巴爾將《泰坦》與CW電視網的電視劇《河谷鎮》對比，稱《泰坦》的主題比以往設計少年泰坦的動畫系列更加黑暗以及堅韌。
另一方面，Screen Rant網站的凱文·約曼對該節目中「過度暴力」持批評態度，他寫道，「《泰坦》整體上沒有賦予劇中的角色和超級英雄們任何新鮮的或特別扣人心弦的思想」。類似地，Collider網站的文尼·曼庫索表示，「如果你只是迷戀於影視中的老派極端暴力元素以及多變的敘事風格，《泰坦》並不是其中佼佼者。」
2018年7月，安娜·迪奧普在出演俏嬌娃之後遭到部分劇迷強烈抵制，她不得不減少社群網站的使用。
《泰坦》第二季在爛番茄上獲得了81%的新鮮度，6.97/10分（21位劇評人）。

### 獎項
| 年度 | 獎項                 | 類別                               | 提名者/作品                                        | 結果 | 來源   |
| ---- | -------------------- | ---------------------------------- | -------------------------------------------------- | ---- | ------ |
| 2019 | 加拿大電影攝像師協會 | 劇情電視劇攝像                     | 鮑里斯·莫斯沃夫斯基（《試播集》）                  | 獲獎 | [ 78 ] |
| 2019 | 加拿大電影攝像師協會 | 電視連續劇攝像                     | 布蘭登·斯蒂西（《迪克·格雷森》）                   | 提名 | [ 78 ] |
| 2019 | 金預告片獎           | 最佳動作電視節目/預告片/先行預告片 | 《泰坦》「So Dark (Deadpool)」預告片，華納兄弟出品 | 提名 | [ 79 ] |

## 衍生劇
2018年5月，DC漫畫宣佈製作真人電視劇《末日巡邏隊》，初步計劃為13集，並獲得了直接預訂，由傑瑞米·卡佛、葛瑞格·伯蘭蒂和傑夫·強斯為華納兄弟電視公司以及Berlanti Productions開發製作，傑夫·強斯同時與莎拉·謝赫特擔任執行製片人。電視劇《末日巡邏隊》延續在《泰坦》的後門先導集第4集《末日巡邏隊》中的故事，講述由首席奈爾斯·考爾德領導的由彈力女俠、機甲人、底片人瘋狂珍組成的小隊，接到鋼骨委託的一項任務。製作開始於2018年8月，傑瑞米·卡佛擔當編劇，計劃於2019年播出。布蘭登·費雪和賴利·薩納漢接替《泰坦》中客串的傑克·麥可斯，飾演機甲人。布蘭登·費雪為該角色配音並在閃回劇情中飾演身體毀壞之前的克里夫·史提爾，賴利·薩納漢飾演當前形態的機甲人。此外，提摩西·達頓替代布魯諾·畢契爾出演首席奈爾斯·考爾德。2018年10月，馬特·波莫和馬修·祖克替代杜威·墨菲飾演「底片人」賴瑞·崔納，類似於機甲人，馬特·波莫將為底片人配音並在閃回劇情中飾演身體毀壞之前的賴瑞·崔納，馬修·祖克飾演當前形態的底片人。

## 備註
1. 1 2   美国、 中国、 克里米亞共和國、 和 叙利亚除外[63][85]。

## 資料來源
1. 1 2  . DC Comics Blog. 2018-06-28  [2018-07-01]. （原始内容存档于2019-01-23） （英语）.
2. 1 2  Petski, Denise. . Deadline Hollywood. 2017-12-01  [2017-12-04]. （原始内容存档于2018-06-30） （英语）.
3. 1 2  Andreeva, Nellie. . Deadline Hollywood. 2017-08-03  [2018-12-19]. （原始内容存档于2019-03-26） （英语）.
4. ↑  Agard, Chancellor. . Entertainment Weekly. 2018-09-13  [2018-09-14]. （原始内容存档于2019-03-27） （英语）.
5. 1 2  Andreeva, Nellie. . Deadline Hollywood. 2017-08-03  [2018-12-19]. （原始内容存档于2017-10-08） （英语）.
6. 1 2  Andreeva, Nellie. . Deadline Hollywood. 2017-10-18  [2018-12-19]. （原始内容存档于2017-10-20） （英语）.
7. 1 2  Andreeva, Nellie. . Deadline Hollywood. 2017-09-07  [2018-12-19]. （原始内容存档于2018-10-27） （英语）.
8. 1 2  Andreeva, Nellie. . Deadline Hollywood. 2017-09-07  [2018-12-19]. （原始内容存档于2018-09-23） （英语）.
9. 1 2  Prudom, Laura. . IGN. 2018-09-13  [2018-12-19]. （原始内容存档于2019-02-16） （英语）.
10. 1 2  Ridgely, Charlie. . Comicbook.com. 2018-06-12  [2018-12-19]. （原始内容存档于2018-12-13） （英语）.
11. 1 2  Burlingame, Russ. . Comicbook.com. 2019-02-27  [2019-02-27]. （原始内容存档于2019-02-27） （美国英语）.
12. 1 2  Boucher, Geoff. . Deadline Hollywood. 2019-03-13  [2019-03-13]. （原始内容存档于2019-03-15） （美国英语）.
13. 1 2  Robles, Mario-Francisco. . Revenge of the Fans. 2019-03-19  [2019-03-20]. （原始内容存档于2019-03-21） （美国英语）.
14. ↑  Behbakht, Andy. . Screen Rant. 28 July 2021  [12 August 2021]. （原始内容存档于2021-10-19）.
15. ↑  Agard, Chancellor. . Entertainment Weekly. 17 June 2021  [20 June 2021]. （原始内容存档于2021-10-19）.
16. ↑  Pollock, Sarabeth. . FanSided. 24 August 2021  [28 August 2021]. （原始内容存档于2021-10-19）.
17. ↑  Friedlander, Whitney. . Variety. 2014-09-11  [2018-12-10]. （原始内容存档于2018-08-28） （英语）.
18. ↑  Goldberg, Lesley. . The Hollywood Reporter. 2014-12-08  [2018-12-10]. （原始内容存档于2014-12-13） （英语）.
19. ↑  Diaz, Eric. . Nerdist. 2015-02-02  [2018-12-10]. （原始内容存档于2015-02-02） （英语）.
20. ↑  Lealos, Shawn S. . Renegade Cinema. 2015-02-13  [2018-12-10]. （原始内容存档于2015-05-19） （英语）.
21. ↑  Lulla. . Season Zero. 2015-06-26  [2018-12-10]. （原始内容存档于2015-09-22） （英语）.
22. ↑  Luclla. . Season Zero. 2015-06-26  [2018-12-10]. （原始内容存档于2015-03-13） （英语）.
23. ↑  White, Brett. . Comic Book Resources. 2016-01-07  [2018-12-10]. （原始内容存档于2016-11-05） （英语）. TNT president Kevin Reilly revealed that production on the long in-development drama series based on DC's Teen Titans property has been stopped.
24. ↑  Friedlander, Whitney. . Variety. 2016-01-07  [2018-12-10]. （原始内容存档于2019-01-23） （英语）.
25. 1 2 3  Mitovich, Matt Webb. . TVLine. 2016-02-02  [2018-12-10]. （原始内容存档于2016-06-26） （英语）.
26. ↑  Andreeva, Nellie. . Deadline Hollywood. 2017-04-25  [2018-12-10]. （原始内容存档于2019-05-15） （英语）.
27. 1 2  . Deadline Hollywood. 2018-10-03  [2018-12-10]. （原始内容存档于2018-11-04） （英语）.
28. ↑  . Comicbook.com. 2018-10-04  [2018-12-10]. （原始内容存档于2018-12-14） （英语）.
29. 1 2 3  Ramos, Dino-Ray. . Deadline Hollywood. 2018-08-29  [2018-12-19]. （原始内容存档于2018-08-30） （英语）.
30. ↑  Agard, Chancellor. . Entertainment Weekly. 2018-12-14  [2018-12-19]. （原始内容存档于2018-12-17） （美国英语）.
31. 1 2  Pulliam-Moore, Charles. . io9. 2018-12-14  [2018-12-19]. （原始内容存档于2018-12-15） （美国英语）.
32. ↑  Bacon, Thomas. . Screen Rant. 2018-12-14  [2019-01-02]. （原始内容存档于2018-12-26） （美国英语）.
33. 1 2  Polito, Thomas. . Geeks WorldWide. 2019-03-14  [2019-03-15]. （原始内容存档于2019-03-30） （美国英语）.
34. ↑  Griffin, David. . IGN. 2019-11-11  [2019-11-11]. （原始内容存档于2019-11-11） （美国英语）.
35. ↑  Alexander, Julia; Polo, Susana. . Polygon. 2018-08-19  [2018-12-19]. （原始内容存档于2018-07-31） （英语）.
36. ↑  Andreeva, Nellie. . Deadline Hollywood. 2017-08-31  [2018-12-19]. （原始内容存档于2017-10-22） （英语）.
37. ↑  Ausiello, Michael. . TVLine. 2017-09-29  [2018-12-19]. （原始内容存档于2017-12-02） （英语）.
38. ↑  Petski, Denise. . Deadline Hollywood. 2018-01-17  [2018-12-19]. （原始内容存档于2018-01-18） （英语）.
39. ↑  Petski, Denise. . Deadline Hollywood. 2018-02-25  [2018-12-19]. （原始内容存档于2018-02-16） （英语）.
40. ↑  Abrams, Natalie. . Entertainment Weekly. 2018-02-20  [2018-12-19]. （原始内容存档于2018-02-20） （英语）.
41. ↑  Burlingame, Russ. . Comicbook.com. 2018-02-22  [2018-12-19]. （原始内容存档于2018-02-23） （英语）.
42. ↑  Cecchini, Mike. . Den of Geek. 2018-02-28  [2018-12-19]. （原始内容存档于2018-03-01） （英语）.
43. ↑  Melendez, Marcos. . SuperBroMovies. 2018-08-14  [2018-12-19]. （原始内容存档于2018-12-20） （英语）.
44. ↑  Estorari, Daniel. . 2018-12-14  [2018-12-19]. （原始内容存档于2018-12-17） –torredavigilancia.com （西班牙语）.
45. ↑  Boucher, Geoff. . Deadline Hollywood. 2019-03-19  [2019-03-19]. （原始内容存档于2019-03-20） （美国英语）.
46. ↑  Boucher, Geoff. . Deadline Hollywood. 2019-04-11  [2019-04-11] （美国英语）.
47. ↑  Webb Mitovich, Matt. . TVline. 2019-06-13  [2019-06-14]. （原始内容存档于2019-06-12） （美国英语）.
48. ↑  Burlingame, Russ. . Comicbook.com. 2019-06-14  [2019-06-20]. （原始内容存档于2019-06-17） （美国英语）.
49. ↑  Boucher, Geoff. . Deadline. 2019-07-29  [2019-07-29]. （原始内容存档于2019-12-06） （美国英语）.
50. ↑  Ridgely, Charlie. . Comicbook.com. 2019-08-19  [2019-08-19]. （原始内容存档于2019-08-19） （美国英语）.
51. ↑  . 多倫多.   [2018-12-10]. （原始内容存档于2018-03-20） （英语）.
52. ↑  Vlessing, Etan. . 好萊塢報道. 2017-12-12  [2018-12-19]. （原始内容存档于2019-03-28） （英语）.
53. ↑  Shaw-Williams, Hannah. . Screen Rant. 2018-06-28  [2018-12-19]. （原始内容存档于2019-04-04） （英语）.
54. ↑  . IATSE 873.   [2019-04-03]. （原始内容存档于2019-04-01） （美国英语）.
55. ↑  Anderson, Jenna. . Comocbook.com. 2018-08-29  [2018-12-19]. （原始内容存档于2019-03-30） （美国英语）.
56. ↑  Hipes, Patrick. . Deadline Hollywood. 2019-07-20  [2019-07-20]. （原始内容存档于2019-07-21） （美国英语）.
57. ↑  . WarnerMedia (新闻稿). 2021-05-21  [2021-05-21]. （原始内容存档于2021-05-21） （美国英语）.
58. ↑  Outlaw, Kofi. . Comic Book Resources. 2021-06-17  [2021-06-17]. （原始内容存档于2021-11-01） （美国英语）.
59. ↑  Andreeva, Nellie. . Deadline Hollywood. 2018-10-01  [2018-12-19]. （原始内容存档于2019-01-23） （英语）.
60. ↑  Sorrentino, Mike. . CNET. 2018-12-21  [2019-01-02]. （原始内容存档于2018-12-27） （美国英语）.
61. ↑  Stone, Sam. . Comic Book Resources. 2019-03-11  [2019-04-23]. （原始内容存档于2019-04-23） （美国英语）.
62. 1 2  . 爛番茄.   [2020-06-17]. （原始内容存档于2020-06-14） （美国英语）.
63. 1 2  . Metacritic. 2018  [2018-12-10]. （原始内容存档于2018-10-30） （英语）.
64. 1 2  . 爛番茄.   [2020-06-17]. （原始内容存档于2020-06-13） （美国英语）.
65. ↑  Polo, Susana. . Polygon. 2018-10-04  [2018-12-21]. （原始内容存档于2019-01-23） （英语）.
66. ↑  Ridgely, Charlie. . Comicbook.com. 2018-10-04  [2018-12-21]. （原始内容存档于2018-12-13） （英语）.
67. ↑  Knight, Rosie. . Nerdist. 2018-10-04  [2018-12-21]. （原始内容存档于2019-01-09） （英语）.
68. ↑  Barr, Merrill. . Forbes. 2018-10-04  [2018-12-21]. （原始内容存档于2018-11-28） （英语）.
69. ↑  Yeoman, Kevin. . Screen Rant. 2018-10-04  [2018-12-21]. （原始内容存档于2018-10-05） （英语）.
70. ↑  Mancuso, Vinnie. . Collider. 2018-10-04  [2018-12-21]. （原始内容存档于2018-12-20） （英语）.
71. ↑  Abad-Santos, Alex. . Vox. 2018-07-27  [2018-12-21]. （原始内容存档于2018-12-20） （英语）.
72. ↑  . BBC. 2018-07-26  [2018-12-21]. （原始内容存档于2018-12-21） （英语）.
73. ↑  Sheets, Katie. . Study Break. 2018-07-30  [2018-12-21]. （原始内容存档于2019-01-23） （美国英语）.
74. ↑  . Canadian Society of Cinematographers.   [2019-05-15]. （原始内容存档于2019-04-16） （美国英语）.
75. ↑  Hipes, Patrick. . Deadline Hollywood. 2019-05-09  [2019-05-15]. （原始内容存档于2019-05-11） （美国英语）.
76. ↑  Goldberg, Lesley. . 好萊塢報道. 2018-05-14  [2018-12-10]. （原始内容存档于2018-05-15） （英语）.
77. ↑  Petski, Denise. . Deadline Hollywood. 2018-05-14  [2018-12-10]. （原始内容存档于2018-05-14） （英语）.
78. ↑  Andreeva, Nellie. . Deadline Hollywood. 2018-08-21  [2018-12-10]. （原始内容存档于2018-08-22） （英语）.
79. ↑  Andreeva, Nellie. . Deadline Hollywood.   [2018-12-10]. （原始内容存档于2018-09-05） （英语）.
80. ↑  Andreeva, Nellie. . Deadline Hollywood. 2018-10-03  [2018-12-10]. （原始内容存档于2018-10-04） （英语）.
81. . Netflix.   [2018-12-28]. （原始内容存档于2018-12-29） （美国英语）.

## 外部連結
- 互联网电影数据库（IMDb）上《泰坦》的资料（英文）